# Waltherus Bartholomeus Joannes Lemmens
Waltherus Bartholomeus Joannes Lemmens (Tilburg, 10 december 1919 – Blokker, 24 maart 1982) was een Nederlands politicus van de KVP.
In 1942 begon hij zijn loopbaan bij de gemeentesecretarie van Hooge en Lage Mierde waar zijn ouders vandaan kwamen. Vanaf begin 1953 was hij hoofdcommies A bij de dienst Algemene Zaken van de secretarie van de  gemeente Beverwijk. In mei 1965 werd Lemmens benoemd tot burgemeester van de gemeenten Blokker en Westwoud. Bij de Noord-Hollandse gemeentelijke herindeling op 1 januari 1979 hielden beide gemeenten op te bestaan waarmee zijn functie kwam te vervallen. In 1982 overleed Lemmens op 62-jarige leeftijd.